# Sign o’ the Times (песня)
| Оценки критиков | Оценки критиков |
| Источник        | Оценка          |
| --------------- | --------------- |
| AllMusic        | Без рейтинга    |

«Sign „☮“ The Times» (произносится как «Sign of the Times») — песня Принса.
Была выпущена как сингл. Включена в одноимённый альбом (Sign «☮» the Times).
В 2004 году журнал Rolling Stone поместил песню «Sign o’ the Times» в исполнении Принса на 299 место своего списка «500 величайших песен всех времён». В списке 2011 года песня находится на 304 месте.
А в 2014 году британский музыкальный журнал New Musical Express поместил «Sign o’ the Times» в исполнении Принса на 192 место уже своего списка «500 величайших песен всех времён».
Кроме того, песня «Sign o’ the Times» в исполнении Принса входит в составленный Залом славы рок-н-ролла список 500 Songs That Shaped Rock and Roll.
В апреле 2016 года, вскоре после смерти певца, читатели англоязычного веб-сайта журнала Rolling Stone (по результатам проведённого на нём опроса) поставили песню «Sign „☮“ the Times» на 4 место в списке лучших песен Принса.

## Список композиций
7"-й сингл
- A. «Sign ‘O’ the Times» (edit) — 3:42
- B. «La, La, La, He, He, Hee» — 3:21

12"-й сингл
- A. «Sign ‘O’ the Times» (LP version) — 4:57
- B. «La, La, La, He, He, Hee» (Highly Explosive) — 10:32